# Josh Charlton
Josh Charlton (Sherburn, 10 febbraio 2003) è un pistard e ciclista su strada britannico che corre per il team Trinity Racing. Nel 2023 ha vinto il titolo europeo Under-23 nell'inseguimento a squadre.

## Palmarès

### Pista
- 2021

Campionati britannici, Inseguimento individuale Junior
Campionati britannici, Scratch Junior
Campionati europei, Inseguimento a squadre Junior (con Joshua Giddings, Joshua Tarling e Ross Birrell)
Campionati europei, Americana Junior (con Joshua Giddings)
- 2022

Campionati britannici, Corsa a eliminazione
- 2023

3ª prova Coppa delle Nazioni 2023, Inseguimento a squadre (Milton, con Oliver Wood, Daniel Bigham e Michael Gill)
Campionati europei, Inseguimento a squadre Under-23 (con Joshua Giddings, Joshua Tarling e Noah Hobbs)
- 2025

Campionati europei, Inseguimento individuale

### Strada
- 2023 (Saint Piran, una vittoria)

Campionati britannici, Prova a cronometro Under-23

## Piazzamenti

### Competizioni mondiali
- Campionati del mondo su pista

Ballerup 2024 - Inseguimento a squadre: 2º
Ballerup 2024 - Inseguimento individuale: 2º
- Campionati del mondo su strada

Glasgow 2023 - Staffetta mista: ritirato
Glasgow 2023 - Cronometro Under-23: 6º

### Competizioni europee
- Campionati europei su pista

Apeldoorn 2021 - Inseguimento a squadre Junior: vincitore
Apeldoorn 2021 - Inseguimento individuale Junior: 3º
Apeldoorn 2021 - Americana Junior: vincitore
Anadia 2022 - Corsa a eliminazione Under-23: 12º
Anadia 2022 - Inseguimento a squadre Under-23: 4º
Anadia 2023 - Inseguimento individuale Under-23: 2º
Anadia 2023 - Inseguimento a squadre Under-23: vincitore
Heusden-Zolder 2025 - Inseguimento a squadre: 2º
Heusden-Zolder 2025 - Inseguimento individuale: vincitore